# Los Caimitos (islas)
Los Caimitos (en francés: Les Îles Cayemites y en criollo haitiano: Zile Kayimit) son un grupo de islas ubicadas en el golfo de la Guanaba (golfe de la Gonâve / gòf Lagonav) y que forman parte de la comuna haitiana de Pestel.

## Características
Las tres islas que forman el grupo son conocidas por los nombres de Caimito Grande (Grande Cayemite / Grann Kayimit), Caimito Chico; (Petite Cayemite / Ti Kayimit) e Islote Palmier (Îlet Palmier / Ilo Palmye) y tienen una superficie total de 45 km². El islote Palmier está al oeste de Caimito Chico, que a su vez está al oeste de la isla más grande, Caimito Grande y las tres están justo enfrente de la comuna de Pestel / Pestèl pertenecen administrativamente al departamento de Grand'Anse / Grandans.